# Compañía Colonial de Refinación de Azúcar (Fiyi)
La Compañía Colonial de Refinación de Azúcar (CSR),  comenzó sus operaciones en Fiyi en 1880 y hasta que dejó de producir en 1973, tuvo una influencia considerable en la vida política y económica de Fiyi. Antes de su expansión a Fiyi, la CSR operaba las refinerías de azúcar en Melbourne y Auckland. La decisión de entrar en la producción de azúcar en bruto y la plantación de caña de azúcar se debió al deseo de la Compañía de protegerse de las fluctuaciones en el precio del azúcar en bruto necesaria para llevar a cabo sus operaciones de refinación. En mayo de 1880, el secretario colonial de Fiyi, John Bates Thurston, persuadió a la Compañía Colonial de Refinación de Azúcar para que extendiera sus operaciones a Fiyi al poner a su disposición 8 km² de tierra para establecer plantaciones.

## Empresas en Fiyi
La producción de azúcar había comenzado en Fiyi con el colapso del precio del algodón a principios de la década de 1860. Se establecieron muchas pequeñas empresas azucareras, pero estaban mal administradas y no eran rentables. Durante el período de precios bajos del azúcar en la década de 1890, la mayoría de estas fábricas cerraron, dejando únicamente cuatro fábricas en funcionamiento en Fiyi a principios de siglo. La primera planta de CSR en Fiyi comenzó a triturar caña de azúcar en Nausori en 1882. En Viria se construyó otro molino que donde se trabajó entre 1886 y 1895. Fue cerrado porque era demasiado pequeño para ser viable. Los hermanos Chalmers construyeron la fábrica de Penang en 1880 y la vendieron a Melbourne Trust Company en 1896.

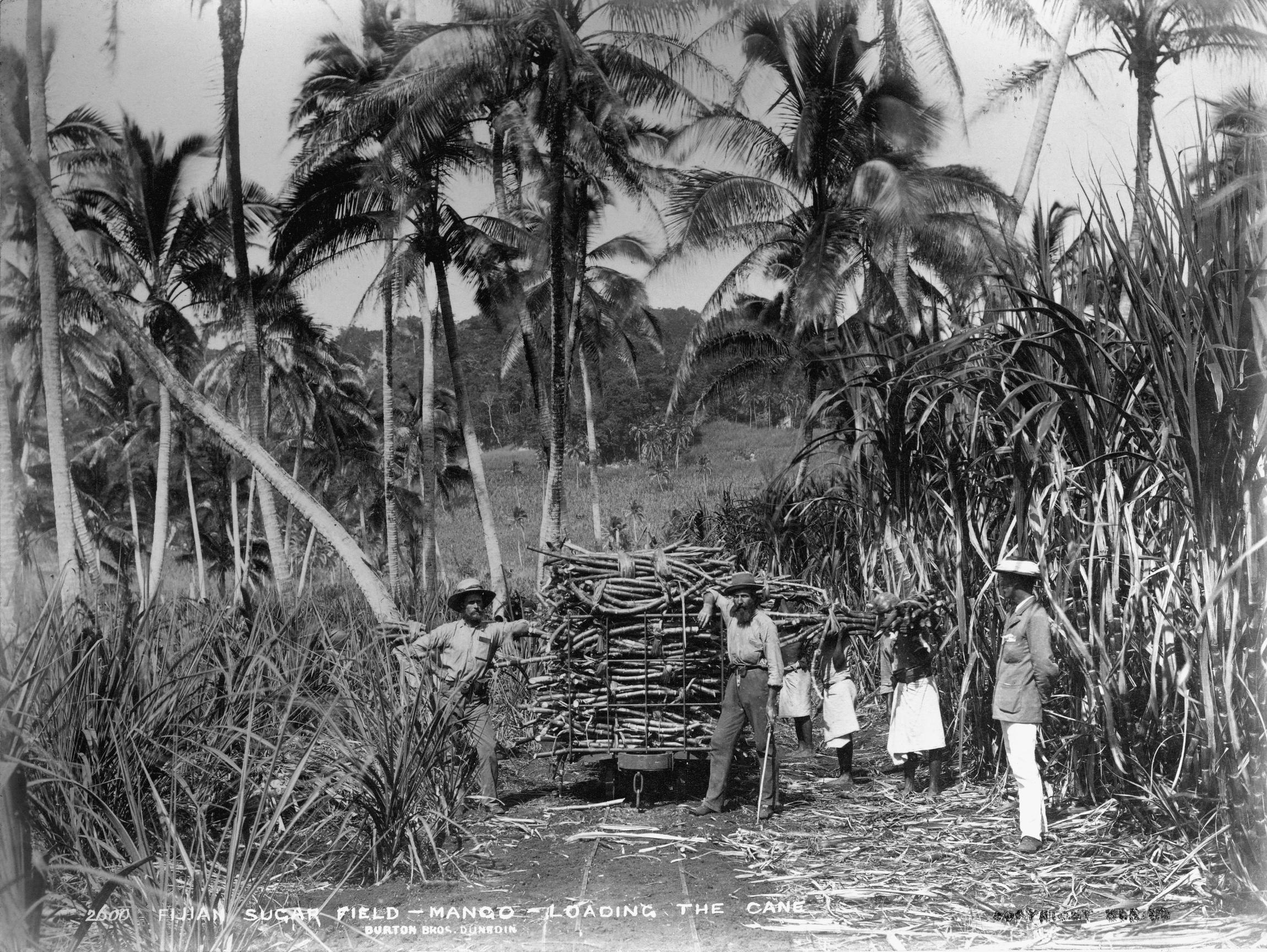
Vista de hombres cargando caña de azúcar en los campos de la isla de Mago (Fiyi) en 1884.

El molino se amplió —con maquinaria de la isla de Mago, donde un molino había cerrado en 1895— y el aumento de la capacidad de trituración junto con las condiciones climáticas favorables permitieron que el molino funcionara de forma independiente. El Penang fue cerrado en 1922 pero reabierto en 1925 por la Cimpañía Penang. En 1926 fue absorbido por la CSR. Otras fábricas se establecieron en Ba en 1886, en Labasa en 1894 y en Lautoka en 1903. En esta fase únicamente había otro molino que no era de CSR en funcionamiento en Fiyi. El molino azucarero de Navua fue construido por Stanlake Lee en 1884 y operaba bajo el nombre de Fiyi Sugar Company Limited. La fábrica nunca obtuvo beneficios y dependía de la CSR para su soporte. El CSR no compró el molino cuando salió a la venta en 1905 porque quería que otros molineros de la colonia pudieran acercarse al Gobierno conjuntamente por concesiones fiscales. Fue comprada por la British Columbia Refining Company en 1906 y operaba como Vancouver-Fiyi Sugar Company. Todavía así, no logró ningún beneficio y se cerró en 1923. La fábrica de Nausori fue cerrada en 1959 debido al bajo contenido de azúcar en la caña que se le suministraba.

## Proveedores de caña para molinos CSR

### Los fiyianos como fuente de caña
Cuando se establecieron los molinos azucareros en Fiyi en las décadas de 1870 y 1880, se esperaba que los fiyianos serían el principal proveedores de caña. Inicialmente la caña fue cultivada por los fiyianos como un cultivo fiscal. Cada provincia fue evaluada para el impuesto y si el valor del cultivo entregado al Gobierno excedía la evaluación, se pagaba un reembolso a la provincia. En 1884, los habitantes de Fiyi produjeron 8,884 toneladas de caña, lo que representó el 12% del total de caña triturada para ese año. Para 1900, la caña suministrada por los fiyianos había aumentado a 15,447 toneladas, pero como proporción al total, era del 6%. Después de 1902, cuando un cambio en la política del Gobierno permitió que se pagara el impuesto en efectivo, la caña suministrada por los fiyianos disminuyó, de modo que para 1914 la caña producida por los fiyianos era insignificante.

### Contratistas europeos
En 1880, los colonos de Rewa habían acordado cultivar caña para la CSR por 10 chelines la tonelada. Incluso con un bono en 1884 y 1885, los plantadores no podían ganarse la vida. Muchos plantadores querían vender sus tierras no rentables, pero la CSR no lo permitió. Cuando el contrato expiró, CSR se vio obligada a hacerse cargo de estas plantaciones. La CSR adquirió más tierras para el cultivo de caña y para 1914 controlaba más de 400 km². También llegó a Fiyi un nuevo grupo de terratenientes que plantaron caña ellos mismos o arrendaron sus tierras para plantar caña.

### Arrendatarios europeos
En 1890, la CSR comenzó a arrendar sus propiedades a gerentes de plantaciones y otros interesados con capital. En este momento, existía la creencia general de que las plantaciones de caña eran económicamente viables debido a la mejora de los métodos de cultivo y los inquilinos de CSR generalmente pagaban menos renta que otros contratistas. A partir de 1905, la CSR se vio sometida a una creciente presión, por parte de los supervisores, para arrendar sus grandes propiedades porque los supervisores querían una participación en las ganancias de la industria azucarera. En 1908, la gerencia de CSR decidió dividir sus propiedades en lotes de 1,6 a 4 km² y arrendarlos a sus supervisores porque se observó que la relación entre los inquilinos y sus trabajadores era mejor que entre los supervisores de la compañía y sus empleados. Obreros indios en 1914, la mayor parte del bastión de la CSR se compró a estos inquilinos. Un efecto negativo que esto tuvo en la CSR fue que, si bien todos los supervisores experimentados se habían convertido en arrendatarios, se quedó con supervisores inexpertos, lo que llevó a problemas laborales.